# Филиппов, Вадим Викторович
Вадим Филиппов (род. 16 сентября 1977, Москва) — российский спортсмен, популяризатор игры го, чемпион России в командном зачете (2008), чемпион Москвы в командном зачете (2011, 2017), мастер спорта России, 4 дан Российской федерации го, 4 дан EFG. Судья 1 категории, играющий тренер.

## Ранние годы
Имеет медицинское и финансовое образование. Окончил музыкальную школу и поступил в Музыкальное училище им. Гнесиных на класс валторны. В юношестве всерьез увлекался настольным теннисом и легкой атлетикой, выступал за студенческую сборную Московского медицинского колледжа при ГКБ им. С. П. Боткина по легкой атлетике (бег на 100 м, бег на 400 м, прыжки в длину).

## Спортивная карьера
Начал спортивную карьеру в го в 1998 году (тренер — Рустам Сахабутдинов, гроссмейстер России, 6 дан). Получил звание мастера спорта России в 2009 году. Прошел стажировку в профессиональной школе BIBA (Blackie’s International Baduk Academy, учителя — Ким Сон Чун, 9 профессиональный дан, Диана Кесеги, 1 профессиональный дан) в Корее (2017). Бронзовый призёр Кубка посла Японии (2019). Помимо го, имеет награды, разряды и звания в других видах спортивных интеллектуальных игр: кандидат в мастера спорта по шахматам (1989), сильнейший среди игроков-пионеров сеги в России в 2000—2001 гг., первыми получивших рейтинг Федерации европейских ассоциаций сеги (ФЕСА).
Член Московской федерации го и Российской федерации го.
Среди учеников — Игорь Тычко (мастер спорта России, 5 дан, пятикратный чемпион Калинградской области в личном зачете (2017, 2019, 2020, 2021, 2022), президент Федерации го г. Калининграда), Михаил Корольков (мастер спорта России, 3 дан, серебряный призёр чемпионата России в командном зачете (2016)), Михаил Загорский (1 дан), Виктор Чеботарев (1 дан), Анна Крупник (1 дан), команды-победители Ежегодного чемпионата клубов и школ Москвы (2011, 2017), шестикратные серебряные (2007, 2009, 2010, 2014, 2016, 2019) и двукратные бронзовые (2013, 2018) призёры клубного чемпионата Москвы, многократные призёры менее значимых чемпионатов и обладатели кубков. Среди воспитанников-детей — Дмитрий Травкин, серебряный призёр Первенства Московской области до 9 лет, бронзовый призёр Московских областных соревнований среди мальчиков и девочек до 12 лет и Командного первенства России до 12 лет, серебряный призёр отборочного этапа Командного чемпионата России (2023).

## Популяризация го
Создатель интерактивной базы задач по го. Основатель и руководитель многих московских го-клубов, курсов вейци Китайского культурного центра, игровых центров в общественных пространствах Москвы. В данный момент руководит клубом «Тенуки» (с 2005) и онлайн-школой «Югэн» (с 2022), читает лекции и авторские курсы, обучает детей и взрослых, является персональным тренером.
Ведет онлайн-ресурсы и паблики, посвященные популяризации игры го.